# Hermínio da Palma Inácio
Hermínio da Palma Inácio GCL (Ferragudo, Lagoa, 29 de janeiro de 1922 — Lisboa, 14 de julho de 2009) foi um revolucionário português contra o Estado Novo. É conhecido por ter protagonizado o primeiro desvio de um voo comercial de que há registo, a Operação Vagô, em que um avião da TAP sobrevoa Lisboa, Barreiro, Setúbal, Beja e Faro a baixa altitude para lançar cerca de 100 mil panfletos com apelos à revolta popular contra a ditadura.

## Biografia
Nasce em Ferragudo a 29 de Janeiro de 1922.

### A primeira iniciativa antifascista
Palma Inácio iniciou a luta antifascista com a sua adesão ao Golpe dos Militares, um movimento desencadeado em 10 de abril de 1947 pelo general Godinho e pelo almirante Cabeçadas e que contou com a participação de alguns civis, entre os quais João Soares, pai de Mário Soares.
Ao jovem revolucionário, então com 25 anos, coube a tarefa de sabotar os aviões da base aérea da Granja, Sintra, onde havia prestado serviço militar na companhia do oficial da Força Aérea Humberto Delgado. Consegue sabotar 28 aviões.
Esta ação acabou por lhe valer sete meses de clandestinidade, numa quinta em Odivelas, seguindo-se a sua detenção pela PIDE, conhecendo assim, pela primeira vez, as celas do Aljube. À espera do julgamento, Palma Inácio foi preparando a fuga. Na manhã de 16 de maio de 1948, com quatro lençóis enrolados nas pernas, debaixo das calças, juntou-se aos outros reclusos, na fila para a casa-de-banho. Um breve momento de ausência do guarda permitiu-lhe lançar-se pela janela, numa altura de cerca de 15 metros do chão, caindo no exterior do edifício junto à sentinela, que não teve tempo de reagir. Palma Inácio pôs-se em fuga, desaparecendo no meio da multidão.

### Resistência no exílio
Com a PIDE de novo à sua procura, seguiu para Marrocos, de onde, após várias peripécias pelos mares, consegue chegar aos Estados Unidos da América. O brevet de piloto garantiu-lhe a sobrevivência, mas as autoridades acabaram por localizá-lo, obrigando-o a abandonar o país. O destino foi o Rio de Janeiro, juntando-se assim a outros antifascistas que do exterior procuravam meios para acabar com o regime de Salazar em Portugal. Estava-se em 1956 e Palma Inácio contava 34 anos. Dois anos depois, a luta antifascista agitou-se com a candidatura do General Humberto Delgado às eleições presidenciais e o exílio deste no Brasil, onde pouco tempo depois se refugiou também o capitão Henrique Galvão.
Palma Inácio, acompanhado de Camilo Mortágua, Amândio Silva, Maria Helena Vidal, João Martins e Francisco Vasconcelos, preparou então uma operação que haveria de acordar Lisboa de espanto — na manhã de 10 de novembro de 1961, um avião da TAP, que partira de Casablanca, é desviado para sobrevoar a capital, onde são lançados cerca de 100 mil panfletos antifascistas. Os caças da Força Aérea não conseguem intercetar o avião, que regressa incólume a Casablanca.

### A LUAR
De regresso ao Brasil, o grupo confrontou-se com a necessidade de procurar financiamento para as suas operações. Começou assim a preparação do célebre e histórico assalto à delegação ou dependência do Banco de Portugal na Figueira da Foz, concretizada a 17 de maio de 1967 com Camilo Mortágua, António Barracosa, Luís Benvindo e outros, sendo roubados cerca de 29.000.000$00, ao tempo uma enorme quantia.
Nesta altura, o movimento antifascista estava concentrado em Paris, onde acaba por nascer a LUAR — Liga de Unidade e Acção Revolucionária —, que reivindicou o assalto como operação manifestamente política. No exílio, será detido em França e Espanha por "banditismo" a pedido do Estado Novo, mas libertado pelos tribunais.
Na capital francesa, Palma Inácio planeou outro golpe, que acabaria por fracassar: tomar a cidade da Covilhã. Desta vez, é detido pela PIDE. Conseguiu fugir da prisão do Porto serrando as grades da cela com lâminas que a sua irmã lhe fizera chegar. Esta ação teve a ajuda de um informador da PIDE de alcunha «o Canário». Os inspetores da PIDE Sachetti (que se tinha infiltrado na LUAR) e Barbieri Cardoso sabiam da existência das lâminas, mas nunca as conseguiram localizar, apesar das inúmeras revistas à cela.
Em novembro de 1973, depois de ter entrado clandestinamente em Portugal para mais uma operação, Palma Inácio é de novo detido pela PIDE (já então rebatizada como DGS – Direcção-Geral de Segurança). Terá sido "torturado barbaramente".
Cinco meses depois, na sua cela, recebeu, em código morse feito pela buzina de um carro, nas imediações de Caxias, a primeira notícia de que um golpe militar está em curso. No dia seguinte, a 26 de abril, chegou a ordem de libertação dos presos políticos. Contudo, Palma Inácio foi o último a sair, pois alguns militares, que recusavam ver o assalto à Figueira da Foz como uma operação política, resistiram à sua libertação.

### O pós-25 de Abril de 1974
Conforme sustenta António de Almeida Santos no livro Quase Retratos (Notícias Editoral, Lisboa), Palma Inácio pautou sempre a sua ação política por um desejo escrupuloso de evitar derramamento de sangue. Depois da revolução de 25 de Abril de 1974, manteve a LUAR em ponto morto, aguardando a consolidação da democracia. Em princípios de 1976, dada a normalização da vida política, dissolveu a LUAR, passando a viver como um cidadão comum e recusando benesses e privilégios.
Falece em Lisboa a 14 de Julho de 2009.

### Distinções e Homenagens
Ainda segundo Almeida Santos na obra citada, Mário Soares, durante a sua magistratura como Presidente da República, quis distinguir Palma Inácio com a Grã-Cruz da Ordem da Liberdade, mas o Conselho das Ordens opôs-se.
A 10 de maio de 2000, Jorge Sampaio, sucessor de Mário Soares na Presidência da República, atribuiu finalmente, pela mão de Manuel Alegre, a Grã-Cruz da Ordem da Liberdade a Hermínio da Palma Inácio.
Desde 2016 o seu nome está consagrado na toponímia de Lisboa através da Rua Hermínio da Palma Inácio, situada na zona das Calvanas, na freguesia de Santa Clara.